# Fauveliopsis rugosa
Fauveliopsis rugosa är en ringmaskart som beskrevs av Fauchald 1972. Fauveliopsis rugosa ingår i släktet Fauveliopsis och familjen Fauveliopsidae. Inga underarter finns listade i Catalogue of Life.